# Джаспер, Крис
Кристофер Джаспер (англ. Christopher H. «Chris» Jasper; 30 декабря 1951, Цинциннати, Огайо — 23 февраля 2025) — американский певец, музыкант, композитор и продюсер. Участник американской фанк и R&B группы The Isley Brothers в период с 1973 по 1983 год. Также с 1984 по 1987 год участник и лидер группы Isley-Jasper-Isley, образовавшейся в 1984 году из-за творческих разногласий в группе The Isley Brothers. С 1987 года работал сольно.

## Биография
Крис Джаспер родился 30 декабря 1951 года в городе Цинциннати (штат Огайо). Музыкальную деятельность начал в 1969 году вместе с Ерни и Марвином Айсли в группе The Isley Brothers. В 1973 году Джаспер с Ерни и Марвином были официально включены в группу старшими братьями Рональдом, Рудольфом и О'Келли Айсли. В этом же году, группа выпустила альбом «3+3», записанный уже в новом составе. В 1984 году из-за творческих разногласий и финансовых проблем, Джаспер с Ерни и Марвином покидают группу и создают свою под названием Isley-Jasper-Isley. Группа просуществовала 3 года, за это время записав три альбома: «Broadway’s Closer To Sunset Blvd» (1984), «Caravan Of Love» (1985) и «Different Drummer» (1987). Все альбомы записаны на лейбле CBS Associated. Самой известной песней группы является хит «Caravan Of Love» с одноименного альбома 1985 года. В 1987 году после ухода из группы Ерни и Марвина Айсли (впоследствии вновь участвовавшими в группе The Isley Brothers), Крис Джаспер начинает свою сольную карьеру, записав на лейбле Gold City Music альбом «Superbad». В настоящее время Джаспер продюсирует многие музыкальные проекты и записывает музыку. На данный момент, одной из последних работ Джаспера был сингл «The One», вышедший в начале мая 2014 года. В сентябре 2014 года вышел новый студийный альбом Джаспера «The One».
В январе 2014 года Крис Джаспер вместе с группой The Isley Brothers стал обладателем премии «Grammy Lifetime Achievement Award» (Премия Грэмми за жизненные достижения). Из участников группы на церемонии присутствовали Рональд и Эрни Айсли.
В декабре 2024 года у Джаспера диагностировали онкологическое заболевание. Скончался 23 февраля 2025 года.

#### Личная жизнь
Был женат на юристке Марджи Джаспер. У пары трое сыновей: Николас, Майкл и Кристофер.

## Дискография

#### В составе группы The Isley Brothers
- «3+3» (1973) (T-Neck Records)
- «Live It Up» (1974) (T-Neck Records)
- «The Heat Is On» (1975) (T-Neck Records)
- «Harvest For The World» (1976) (T-Neck Records)
- «Go For Your Guns» (1977) (T-Neck Records)
- «Showdown» (1978) (T-Neck Records)
- «Winner Takes All» (1979) (T-Neck Records)
- «Go All The Way» (1980) (T-Neck Records)
- «Grand Slam» (1981) (T-Neck Records)
- «Inside You» (1981) (T-Neck Records)
- «The Real Deal» (1982) (T-Neck Records)
- «Between The Sheets» (1983) (T-Neck Records)

#### В составе группы Isley-Jasper-Isley
- «Broadway’s Closer To Sunset Blvd» (1984) (CBS Associated)
- «Caravan Of Love» (1985) (CBS Associated)
- «Different Drummer» (1987) (CBS Associated)

#### Сольные альбомы
- «Superbad» (1987) (Gold City Music / CBS Associated)
- «Time Bomb» (1989) (Gold City Music)
- «Praise The Eternal» (1992) (Gold City Music)
- «Deep Inside» (1994) (Gold City Music)
- «Faithful & True» (2001) (Gold City Music)
- «Amazing Love» (2005) (Gold City Music)
- «Invincible» (2007) (Gold City Music)
- «Everything I Do» (2010) (Gold City Music)
- «The Best Of Chris Jasper» (2010) (Gold City Music)
- «The One» (2014) (Gold City Music)